# Bu-ikikaesu
Bu-ikikaesu (ぶっ生き返す?) è il quarto album in studio del gruppo musicale giapponese Maximum the Hormone, pubblicato il 14 marzo 2007 dalla VAP.

## Descrizione
È stato il primo album del gruppo ad entrare nella classifica giapponese, debuttando alla quinta posizione e vendendo 70 000 copie nella prima settimana, dopo di che rimase in classifica per 78 settimane. La RIAJ lo ha certificato disco d'oro, vendendo oltre 100 000 copie in Giappone e 250.000 in tutto il mondo. Nel settembre del 2007, Rolling Stone Japan inserisce l'album nella posizione #98, una lista dei "100 più grandi album rock giapponesi di tutti i tempi".

## Tracce
Testi e musiche di Maximum the Ryo.
1. Bu-ikikaesu!! – 3:54
2. Zetsubou Billy – 3:44
3. Kuso Breakin' Nou Breakin' Lily – 4:16
4. Louisiana Bob – 3:40
5. Policeman Benz – 4:09
6. Black ¥ Power G-men Spy – 2:27
7. Akagi – 2:16
8. Kyokatsu – 3:36
9. Bikini Sports Ponchin – 3:56
10. What's Up, People?! – 4:10
11. ChuChu Lovely MuniMuni MuraMura PrinPrin Boron Nururu ReroRero – 3:06
12. Shimi – 4:17
13. Koino Mega Lover – 5:27

## Formazione
- Daisuke-han – voce
- Maximum the Ryo-kun – voce, chitarra
- Ue-chan – basso
- Nawo – voce, batteria

## Classifiche
| Classifica (2007) | Posizione massima |
| ----------------- | ----------------- |
| Giappone          | 5                 |